# Jablonica
Jablonica (mađ. Jablánc, nje. Jablonitz) je naseljeno mjesto u okrugu Senica, u Trnavskom kraju, Slovačka.

## Stanovništvo
| Godina:     | 1993. | 2003. | 2013.   | 2023.   |
| ----------- | ----- | ----- | ------- | ------- |
| Broj ljudi: | 2277  | 2277  | 2238    | 2223    |
| Razlika:    |       | +0 %  | -1,71 % | -0,67 % |

| Godina:     | 2022. | 2023.   |
| ----------- | ----- | ------- |
| Broj ljudi: | 2229  | 2223    |
| Razlika:    |       | -0,26 % |

Prema podacima o broju stanovnika iz 2023. godine naselje je imalo 2223 stanovnika.

## Vanjske poveznice
|  | Zajednički poslužitelj ima još gradiva o temi Jablonica |

- Službena stranica naselja (sl.)